# Mariópolis
Mariópolis là một đô thị thuộc bang Paraná, Brasil. Đô thị này có diện tích 230,741 km², dân số năm 2007 là 5956 người, mật độ 25,2 người/km².